# Joachim Werner
Joachim Werner fue un arqueólogo alemán, especialista en la Alta Edad Media. Ya era profesor durante la Segunda Guerra Mundial.
Es conocido, sobre todo, porque después de la época de la perestroika en la URSS, anunció públicamente la verdad pública de que no tenía dudas de que cinco tesoros eran indudablemente protobúlgaros, aunque ideológicamente atribuidos a otros pueblos. Entre ellos destaca el tesoro de Kubrat, sobre todo el regalo de la espada de su padrino cristiano, el emperador Heraclio. Kubrat es cristiano y, como tal, ha recibido el título de "patricio". Su nieto Tervel recibió el título de "César" por su ayuda en el Sitio de Constantinopla (717-718).

## Publicaciones
- Münzdatierte Austrasische Grabfunde (Coin-Dated Austrasian Grave-Finds): Germanische Denkmaler Völkerwanderungszeit 3 (Berlin, Leipzig 1935)
- 'Die Bedeutung des Städtewesens für die Kulturentwicklung des frühen Keltentums', Die Welt als Geschichte 5, 1939, pp. 380–390.
- 'Das alamannische Fürstengrab von Wittislingen', Münchner Beitrage für Vor- und Frühgeschichte 2 (Munich 1940)
- Der Fund von Ittenheim. Ein alamannisches Fürstengrab des 7. Jahrhunderts im Elsass (Strassburg 1943)
- 'Zur Herkunft der frühmittelalterlichen Spangenhelme', Praehistorische Zeitschrift 34-35, 1949–50, pp. 178–193.
- 'Zur Entstehung der Reihengräberzivilisation. Ein Beitrag zur Methode der frühgeschichtlichen Archäologie', Archaeologia geographica 1, 1950, pp. 23–32.
- with S. Fuchs, Langobardische Fibeln aus Italien (Berlin 1950)
- Das alamannische Gräberfeld von Bülach. Monographs in Ur- und Frühgeschichte Schweiz (Basel 1953).
- Waage und Geld in der Merowingerzeit, Sitzungsbereich of the Bavarian Academy of Sciences (München 1954).
- Das alamannische Gräberfeld von Mindelheim, Materialheft Bayerischer Vorgeschichte 6 (Kallmünz/Opf. 1955).
- Beiträge zur Archäologie des Attila-Reiches, Abhandlung Bavarian Academy of Sciences, Philosophische-Historische Klasse 38A (München 1956).
- 'Frühkarolingische Silber-ohrringe von Rastede (Oldenburg): Beiträge zur Tierornamentik des Thassilokelches und verwandter Denkmäler', Germania 37, 1959, pp. 179–192.
- 'Fernhandel und Naturalwirtschaft im östlichen Merowingerreich nach archäologischen und numismatischen Zeugnissen', (Berichte der RGK 42, 1961), pp. 307–346.
- 'Herkuleskeulen und Donar-Amulett', Jahrbuch des Römisch-Germanischen Zentralmuseums Mainz 11, 1964, pp. 176 ff.
- 'Zu den alamannischen Burgen des 4. und 5. Jahrhunderts', Speculum Historiale. Festschrift for J. Spörl (Freiburg/Br., München 1965), pp. 439–453.
- 'Die kaiserzeitliche Siedlung Nauen-Bärhorst und das Problem der frühmittelalterlichen Dörfer', in Zur Geschichte und Volkskunde Mitteldeutschlands: Festschrift for F.v.Zahn (1968), pp. 347–352.
- 'Bemerkungen zur mitteldeutschen Skelettgräbergruppe Haßleben-Leuna', in H. Beumann (Ed.), Historische Forschungen für Walter Schlesinger (Köln, Wien 1974), p. 1 ff.
- 'Archäologische Bemerkungen zu den dendrochronologischen Befunden von Oberflacht', Fundberichte aus Baden-Württemberg 1 (1974), pp. 650–657.
- 'Die Ausgrabungen in St. Ulrich und Afra in Augsburg 1961-1968', Münchner Beitrage Vor- uund Frühgeschichte 28 (München 1977).
- Spätes Keltentum zwischen Rom und Germanien (München 1979).
- 'Der goldene Armring des Frankenkönigs Childerich', Frühmittelalterliche Studien 14, 1980, 1-49.
- 'Die Schwerter von Imola, Herbrechtingen und Endrebacke' (Studien zu mitteleuropäischen und skandinavischen Metallarbeiten aus der ersten Hälfte des 7. Jahrhunderts). Acta Archaeologica (København) 64, 1993, pp. 183–292.